# Akio Sōda
Akio Sōda (jap. 左右田秋雄 Sōda Akio; ur. 10 kwietnia 1909 w Dairen) – japoński hokeista na trawie. Medalista olimpijski z Los Angeles (1932).
Studiował na Uniwersytecie Waseda. W czasie nauki wybrano go do reprezentacji narodowej na igrzyska w Los Angeles. Startowały tylko trzy drużyny, a dzięki zwycięstwu 9-2 nad Amerykanami, Japonia zdobyła srebrny medal (reprezentanci tego kraju ponieśli bowiem wysoką porażkę z Hindusami 1-11). Były to jego jedyne igrzyska olimpijskie. Na igrzyskach wystąpił jako prawy obrońca.